# Mats Knoester
Mats Knoester (født 19. november 1998) er en hollandsk fodboldspiller, der spiller midtforsvarer for ungarske Ferencvaros. Han har tidligere spillet i Heracles Almelo samt været udlånt en sæson til danske AGF.

## Karriere
Knoester spillede gennem hele sin ungdom for Feyenoord, inden han som 20-årig i januar 2019 fik kontrakt med Heracles Almelo. Kort efter fik han debut for denne klub og fra den følgende sæson blev han fast mand på holdet og nåede at spille 86 kampe.

### Ferencváros
I maj 2022 skrev han kontrakt med den ungarske klub Ferencváros. Her opnåede han 29 kampe i sin første sæson og var med til at blive ungarsk mester i foråret 2023.

### AGF
Lige inden transfervinduet lukkede i sommeren 2023 lejede danske AGF Knoester for resten af sæsonen 2023-2024. Han opnåede 14 ligakampe i en sæson, hvor han var en del skadet, inden han vendte tilbage til Ferencváros i sommeren 2024.

## Landshold
Knoester har spillet på en række af de hollandske ungdomslandshold.